# Temple Glacier
Temple Glacier är en glaciär i Antarktis. Den ligger i Västantarktis. Argentina, Chile och Storbritannien gör anspråk på området. Temple Glacier ligger 601 meter över havet.
Terrängen runt Temple Glacier är kuperad västerut, men österut är den bergig. Trakten är obefolkad. Det finns inga samhällen i närheten.